# المنار (صحيفة)
صحيفة المنار صحيفة سياسية فلسطينية عربية مستقلة، يقع مكتبها الرئيسي في القدس، الشيخ جراح، تأسست عام 1991، تنشرها الشركة الدولية للإعلام والتوزيع في القدس.